# Cereus haageanus
Cereus haageanus (Backeb.) N.P.Taylor, es una especie botánica de plantas en la familia de las Cactaceae. Actualmente es sinónimo de Cereus spegazzinii.

## Hábitat
Es endémica de Paraguay.

## Descripción
Es un cactus arbolado de hasta 3 m con los tallos de 2 a 3 cm de diámetro; tiene  5 costillas con 5 a 8 espinas de 0,2 a 0,4 cm. Tiene las flores de color blanco de hasta 12 cm de largo.

## Taxonomía
Cereus haageanus fue descrita por (Backeb.) N.P.Taylor y publicado en Bradleya; Yearbook of the British Cactus and Succulent Society 9: 85. 1991.
Etimología
Cereus: nombre genérico que deriva del término latíno cereus = "cirio o vela" que alude a su forma alargada, perfectamente recta".
haageanus: epíteto otorgado en honor del botánico alemán Walther Haage.
Sinonimia
- Monvillea haageana[5][6][7]